# Michael Marshall Smith
Michael Marshall Smith (Knutsford, 3 maggio 1965) è uno scrittore e autore di fantascienza britannico che firma le sue opere non fantascientifiche come Michael Marshall.

## Biografia
Nato a Knutsford, nello Cheshire (Inghilterra), il 3 maggio 1965, ha vissuto durante la sua giovinezza in Illinois, in Florida, in Sudafrica, in Australia per tornare verso la fine degli anni settanta nuovamente in Inghilterra.
Ha studiato filosofia e scienze politiche presso il King's College a Cambridge.
Sotto lo pseudonimo di Michael Rutger, ha scritto alcune commedie ed ha lavorato per tre anni presso la BBC Radio 4 nel programma radiofonico And Now, in Colour.
Il suo esordio come scrittore di fantascienza è stato con la storia The man who drew cats, che ha vinto come miglior racconto il British Fantasy Award nel 1991, pubblicato nella rivista di fantascienza Postscripts.  Il suo primo romanzo, Only Forward, è del 1994, ed ha vinto nel 2000 il prestigioso Philip K. Dick Award. Tratta di un personaggio di nome Stark alla ricerca di un uomo scomparso, che lui crede rapito, e la cui ricerca lo porta attraverso le più strane zone della città.
È del 1996 il suo secondo romanzo, Ricambi, che affronta in modo crudo il tema della clonazione: la storia racconta l'avventura di Jack, custode di una fattoria, nella sua fuga con i bambini cloni che vi erano allevati come parti di ricambio per i loro padroni. I diritti del romanzo furono acquistati dalla Dreamworks di Steven Spielberg, ma il film non fu mai realizzato. Scaduti i diritti, la Dreamworks realizzò il film The Island, film dalle forti similarità con il romanzo; tuttavia Marshall Smith non perseguì legalmente la Dreamworks.
Marshall Smith scrive anche con lo pseudonimo Michael Marshall; originariamente il motivo fu la pubblicazione nello stesso anno del suo romanzo The Straw Man e dell'omonimo romanzo di Martin J. Smith. Tuttavia questo fatto fu colto come una opportunità per pubblicare romanzi di generi diversi con nomi diversi, ovvero fantascienza come 'Michael Marshall Smith' e altro genere come 'Michael Marshall'.

## Opere

### Romanzi scritti come Michael Marshall[1]
- Uomini di paglia (The Straw Men)[2] (2001)
- Eredità di sangue (The Lonely Dead o 'The Upright Man)[2] (2004)
- Blood of Angels (2005)
- The Intruders (2007)
- Bad Things (2009)
- Killer Move (2011)

### Romanzi scritti come Michael Marshall Smith[3]
- Only Forward (1994)
- Ricambi (Spares)[2] (1996) - ISBN 9788811662990
- Uno di noi (One of Us)[2] (1998) - ISBN 9788811662525
- The Servants (2007)

### Racconti[4]
- The Vaccinator (1999)
- What You Make It (1999)
- Cat Stories (2001)
- More Tomorrow and Other Stories (2003)
- This Is Now (2007)

## Riconoscimenti
- British Fantasy Society award for Short Fiction, The Man Who Drew Cats (1991)
- British Fantasy Society Icarus Award for Best Newcomer (1991)
- British Fantasy Society award for Short Fiction, The Dark Land (1992)
- British Fantasy Society August Derleth Award (Best Novel), Only Forward (1995)
- British Fantasy Society award for Short Fiction, More Tomorrow (1996)
- Philip K. Dick Award - Norwescon, Only Forward (2000)